# Kościół Podwyższenia Krzyża Świętego w Nowej Rudzie
Kościół Podwyższenia Krzyża Świętego – rzymskokatolicki kościół pomocniczy należący do parafii św. Mikołaja. Znajduje się w dzielnicy Centrum.

## Historia
Obecna świątynia została zbudowana w 1659 roku w stylu barokowym według projektu Andrei Carovego (zapewne z wykorzystaniem reliktów starszej budowli). Kościół został nieznacznie przebudowany w latach 1886-1887 i był często remontowany z powodu szkód górniczych. 

## Architektura

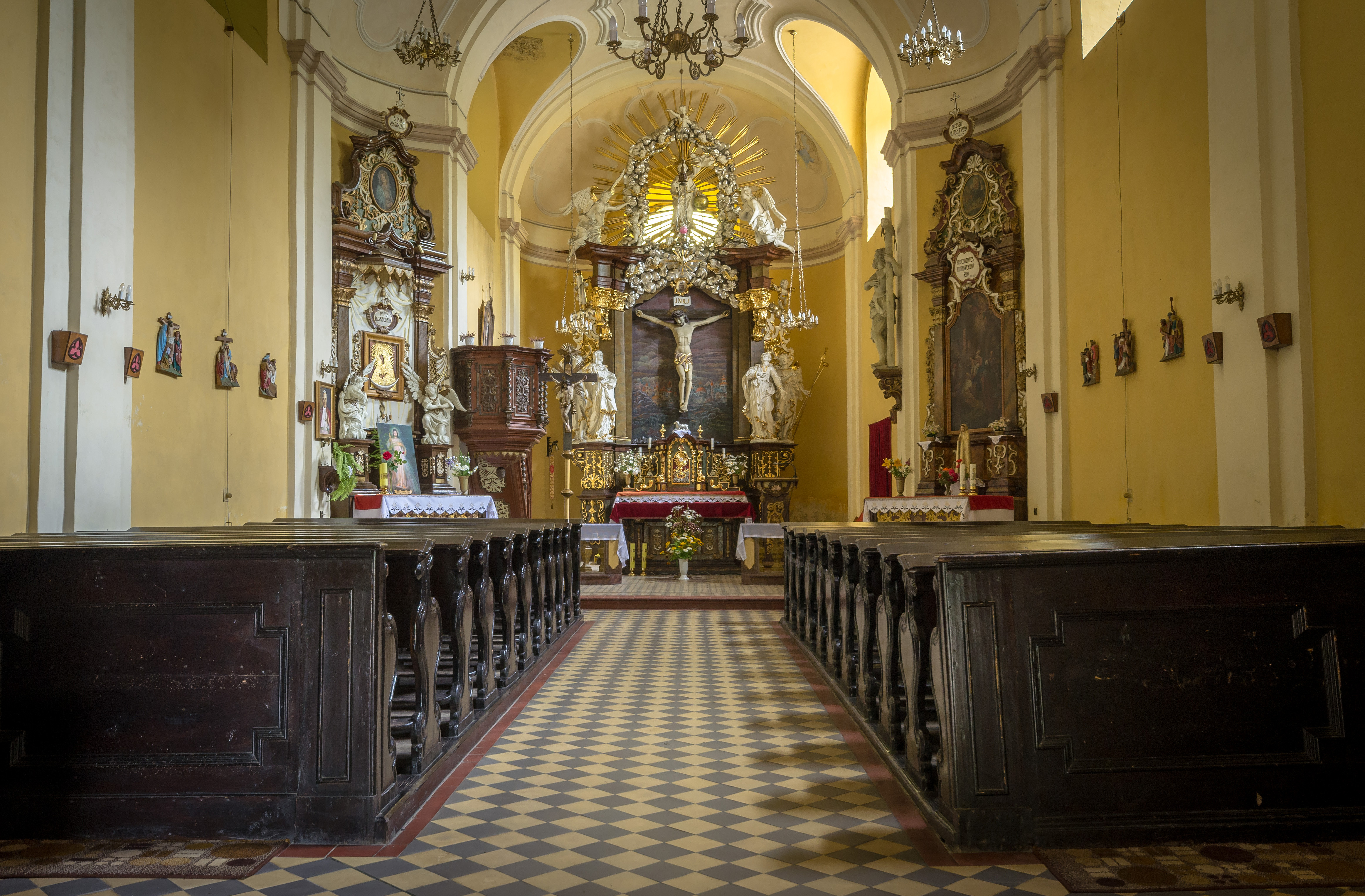
Wnętrze świątyni

Jest to niewielki kościół salowy składający się z wydzielonego, prostokątnego prezbiterium ze ściętymi narożnikami. Na osi jest umieszczona kwadratowa wieża, częściowo płynnie wtopiona w elewację frontową i połączona z nią zakrzywionymi płaszczyznami spływów. Jest zwieńczona hełmem z prześwitem. W wieży znajduje się skromny portal z datą 1726 w kluczu. Naroża elewacji są akcentowane lizenami w tynku, otwory okienne są zamknięte półkoliście i odcinkowo.
Wewnątrz znajduje się wyposażenie w stylu barokowym z XVIII wieku, należą do niego m.in. drewniany, polichromowany ołtarz; drewniana, polichromowana ambona oraz liczny zespół drewnianych, polichromowanych rzeźb i obrazów olejnych.